# فدراسیون ژیمناستیک ارمنستان
فدراسیون ژیمناستیک جمهوری ارمنستان (ارمنی: Հայաստանի մարմնամարզության ֆեդերացիա) که با نام فدراسیون ژیمناستیک ارمنستان نیز شناخته می‌شود، نهاد تنظیم‌کننده ورزش‌های ژیمناستیک و ژیمناستیک هنری در ارمنستان می‌باشد که توسط کمیته المپیک ارمنستان اداره می‌شود و مقر آن در شهر ایروان واقع شده است.

## تاریخچه
این فدراسیون در سال ۱۹۹۳ میلادی تأسیس شد و ریاست فعلی آن را گاگیک وانویان برعهده دارد. این فدراسیون عضو کامل فدراسیون جهانی ژیمناستیک و en:European Gymnastics می‌باشد.
ارمنستانی در مسابقات قهرمانی در سطوح مختلف اروپایی و بین‌المللی از جمله در مسابقات جهانی ژیمناستیک و بازی‌های المپیک تابستانی شرکت می‌کنند.
در اوت ۲۰۲۱، هایک ماروتیان، شهردار سابق ایروان، میزبان نمایندگان تیم ملی ژیمناستیک ارمنستان بود و به دنبال موفقیت این تیم در بازی‌های المپیک ۲۰۲۰ به آنها جوایز افتخاری اعطا کرد. 
در دسامبر ۲۰۲۱، این فدراسیون پس از مسابقات قهرمانی ژیمناستیک اروپا، برای تجلیل از ژیمناستیک‌ها مراسمی را در مجموعه کارن دمیرچیان برگزار کرد. 